# Lyne Beaumont
Pour les articles homonymes, voir Beaumont.
Lyne Beaumont, née le 23 janvier 1978 à Québec, est une nageuse canadienne spécialisée en natation synchronisée.
Lors des Jeux olympiques de 2000 à Sydney, elle remporte la médaille de bronze olympique par équipe.
En 2000, la Médaille de l'Assemblée nationale du Québec lui est décernée.